# Hermann von Hanneken (Generalleutnant)
Bernhard August Carl Hermann von Hanneken (* 2. Februar 1810 in Viecheln (Behren-Lübchin); † 6. September 1886 in Bad Neuenahr) war ein preußischer Generalleutnant.

## Leben

### Herkunft und Familie
Herrmann war Angehöriger der unbeanstandet das Adelsprädikat führenden mecklenburgischen Familie von Hanneken. Seine Eltern waren der preußische Generalmajor und Erbherr auf den mecklenburgischen Gütern Nütschow und Petershagen, Hans Ludwig von Hanneken (1780–1854) und der Wilhelmine Leopoldine Elisabeth, geborene von Lettow (1783–1823). Der preußische Generalleutnant Wilhelm von Sommerfeld (1801–1871) war seit 1839 sein Schwager.
Er vermählte sich 1845 in Torgau mit Anna Waldburga Kunigunde von Hanneken (1818–1882), einer Tochter des preußischen Generalmajors Woldemar von Hanneken (1789–1849). Aus der Ehe gingen zehn Kinder hervor, darunter der kaiserlich chinesische General Constantin von Hanneken (1854–1925).

### Werdegang
Seine Laufbahn in der preußischen Armee begann Hanneken als Kadett, 1820 zunächst in Potsdam und 1824 in Berlin, bevor der 1827 als Sekondeleutnant dem renommierten 2. Garde-Regiment zu Fuß aggregiert wurde. 1829 wurde er dann dem 31. Infanterieregiment aggregiert und für die Jahre 1833 bis 1835 zur Allgemeinen Kriegsschule kommandiert. Hiernach wurde er 1836 ins 13. Infanterieregiment versetzt wo er 1840 zum Premierleutnant aufstieg. In den Jahren 1842 bis 1845 war er zum Topographischen Büro kommandiert, wobei er seit 1843 bei der Vermessungsabteilung des Großen Generalstabes diente. 1845 erhielt er seine Beförderung zum Hauptmann und wurde 1848 in den Generalstab des VIII. Armee-Korps versetzt. Hiernach nahm er 1849 an der Niederwerfung der Revolution in Baden teil und erhielt im selben Jahr den Roten Adlerorden IV. Klasse mit Schwertern. 1850 wurde er Kompaniechef im 29. Infanterieregiment, avancierte 1852 zum Major und erhielt schließlich 1855 die Stellung als Kommandeur des I. Bataillons (Aachen) des 25. Landwehrregiments. Seit 1857 war er Kommandeur im 17. Infanterieregiment, wo er 1858 zum Oberstleutnant aufstieg. Im Zuge der Mobilmachung 1859 erhielt er die Stellung des Kommandeurs des 17. Landwehrregiments. 1860 wurde er zunächst mit der Führung des 17. kombinierten Infanterieregiments beauftragt, dann zum Oberst befördert und gleichzeitig als Kommandeur des 57. Infanterieregiments eingesetzt. Er erhielt 1861 den Roten Adlerorden III. Klasse mit Schwertern am Ring und wurde 1864 unter Stellung à la suite des 57. Infanterieregiments Kommandeur der 8. Infanteriebrigade. Nach seiner Beförderung zum Generalmajor 1864, nahm er 1866 am Deutschen Krieg, insbesondere der Schlacht bei Königgrätz teil. Noch im selben Jahr wurde er mit dem Roten Adlerorden II. Klasse mit Eichenlaub und Schwertern geehrt, zu den Offizieren von der Armee gestellt und erhielt sein Patent zum Generalleutnant. Unter Enthebung von seiner Stellung zu den Offizieren von der Armee wurde er 1867 der letzte Kommandant der Bundesfestung Luxemburg, vertauschte diese Stellung mit der gleichen zu Mainz. Im Jahr 1868 erhielt er das Großoffizierskreuz des Ordens der Eichenkrone, wurde 1871 wieder zu den Offizieren von der Armee und erhielt ebenfalls 1871 das Großkreuz des Ordens Philipps des Großmütigen. Schließlich hat er nach Beendigung des Krieges gegen Frankreich seinen Abschied erhalten und nahm seinen Wohnsitz in Wiesbaden. Mit dem Ausscheiden aus dem aktiven Dienst wurde Hanneken noch der Stern zum Roten Adlerorden II. Klasse mit Eichenlaub und Schwertern verliehen.

### Werke
Neben Beiträgen zu militärischen Zeitschriften, veröffentlichte er ohne Nennung seines Namens:
- Der Krieg um Metz, Berlin 1870
- Gedanken und Betrachtungen über den Krieg von 1870/71, Mainz 1871
- Die allgemeine Wehrpflicht, Gotha 1873